# Neosaproecius nyassalandicus
Neosaproecius nyassalandicus är en skalbaggsart som beskrevs av Branco 1990. Neosaproecius nyassalandicus ingår i släktet Neosaproecius och familjen bladhorningar. Inga underarter finns listade i Catalogue of Life.